# روبرت بونزن
روبِرت ویلهِلم اِبِرهارد بونزِن (Robert Wilhelm Eberhard Bunsen) (متولد ۳۰ مارس ۱۸۱۱‏ – ۱۶ اوت ۱۸۹۹)، شیمی‌دان آلمانی بود. او در زمینه طیف نشری عناصر گرما داده شده تحقیق کرده و سزیم (در ۱۸۶۰) و روبیدیوم (در ۱۸۶۱) را همراه با فیزیکدان گوستاو کیرشهف کشف نمود. جایزه بونزن-کیرشوف برای طیف‌بینی به نام این دو نام‌گذاری شده‌است.
همچنین بونزن چندین روش گازی-تحلیلی را توسعه داد، یکی از پیشگامان فوتوشیمی بوده و جزو اولین کسانی بود که در زمینه شیمی آلی آرسنیک کار کرد. او به همراه دستیار آزمایشگاهی‌اش، پیتر دساگا، چراغ بونزن را توسعه داد و باعث ارتقاء چنین ابزارهای آزمایشگاهی از آن زمان شد.

## اوان زندگی و تحصیلات
بونزن در گوتینگن آلمان در ۱۸۱۱ بدنیا آمد که اکنون ایالت ساکسونی سفلا در آلمان نام دارد. بونزن جوان‌ترین از چهار فرزند رئیس کتابخانه دانشگاه گوتینگن و پروفسور فیلولوژی، کریسچن بونزن (۱۷۷۰–۱۸۳۷) بود.
بعد از شرکت در مدرسه هلتسمیندن، بونزن در گوتینگن در ۱۸۲۸ میلادی پذیرفته شده و شیمی را به همراه فریدریش اشترومیر به علاوه کانی‌شناسی را با یوهان فردریش لودویگ هاسمن و ریاضیات را با کارل فریدریش گاوس مطالعه نمود. بعد از کسب PhD در ۱۸۳۱، بونزن ۱۸۳۲ و ۱۸۳۳ را با سفر به فرانسه، آلمان و اتریش سپری نمود. طی سفرهایش، با دانشمندانی چون فریدلیب رونگه (که آنیلین را کشف نمود و در ۱۸۱۹ کافئین را جداسازی نمود)، یوستوس فون لیبیش در گیسن و الهارد میتشرلیج در بن ملاقات نمود.

## حرفه آکادمیک
در ۱۸۳۳، بونزن مبدل به مدرس گوتینگن شده و شروع به مطالعات تجربی در مورد جداسازی نمک‌های فلزی از آرسنوس اسید نمود. کشف او در ارتباط با استفاده از هیدرات آهن اکسید به عنوان عامل ته‌نشینی، منجر به چیزی شد که امروزه یکی از مؤثرترین پادزهران در مقابل مسمومیت آرسنیک است. این تحقیقات بین‌رشته‌ای ادامه یافته و در همکاری با پزشکی به نام آرنولد آدولف برتهولد منتشر گردید. در ۱۹۳۶ میلادی، بونزن جانشین فریدریش وهلر در دانشگاه کاسل شد. بونزن به مدت سه سال در آنجا تدریس کرده و سپس استادیاری را در دانشگاه ماربورگ پذیرفت، در آن‌جا بود که او مطالعاتش را در ارتباط با مشتقات کاکودیل ادامه داد. او استاد تمامی را در ۱۸۴۱ کسب نمود. در حالی که در دانشگاه ماربورگ بود، بونزن در ۱۸۴۶ میلادی در تحقیقات آتشفشان‌های ایسلند شرکت نمود.
کارهای بونزن موجب جلب تشویقات سریع و گسترده‌ای شد که جزئی از آن به دلیل کاکودیل بود که به شدت سمی بوده و به صورت خود به خود در هوای خشک مشتعل می‌شد و کار با آن سخت بود. بونزن تقریباً به خاطر مسمومیت آرسنیک فوت کرد و انفجار با کاکودیل موجب کاهش بینایی در چشم راست شد. در ۱۸۴۱ میلادی، بونزن باتری سلول بونزن را ایجاد نمود، او این کار را با استفاده از الکترود کربن به جای الکترود پلاتینی گران‌قیمت استفاده شده در سلول الکتروشیمیایی ویلیام روبرت گروو انجام داد. اوایل ۱۸۵۱ میلادی استادی را در دانشگاه برسلاو پذیرفت و در آن‌جا به مدت سه ترم تحصیلی تدریس نمود.
اواخر ۱۸۵۲ میلادی جانشین لئوپولد گملین در دانشگاه هایدلبرگ شد. در آن‌جا از برق‌کافت جهت تولید فلزهای خالصی چون کروم، منیزیم، آلومینیوم، منگنز، سدیم، باریم، کلسیم و لیتیم استفاده نمود. یک همکاری طولانی مدت با هنری انفیلد روسکو را در ۱۸۵۲ میلادی آغاز کرد که در آن به مطالعه تشکیل فوتوشیمیایی هیدروژن کلرید از هیدروژن و کلر پرداختند. از این کار، قانون تقابل بونزن و روسکو نشأت گرفت. او کارش با روسکو را در ۱۸۵۹ میلادی خاتمه داده و به گوستاو کیرشهف جهت مطالعه طیف نشری عناصر داغ پیوسته که حوزه تحقیقاتی است به نام طیف‌بینی. بونزن و دستیار آزمایشگاهی‌اش پیتر دساگا به دلیل این کارش یک چراغ گاز بی‌نقص را در ۱۸۵۵ میلادی ساخت که از مدل‌های پیشین الهام گرفته بود. طراحی جدید بونزن و دساگا که شعلهٔ بسیار داغ و تمیزی را ارائه می‌کرد را اکنون به چراغ بونزن می‌شناسند که یکی از تجهیزات رایج آزمایشگاهی است.
مطالعاتی پیش از آن بر روی رنگ‌های مشخصه عناصر داغ شده بود، اما هیچ‌کدام از این مطالعات نظام‌مند نبودند. در تابستان ۱۸۵۹ میلادی، کیرشهف به بونزن پیشنهاد نمود که او باید طیف منشوری از این رنگ‌ها را ایجاد نماید. تا اکتبر همان سال، این دو دانشمند ابزار مناسبی را اختراع نموده که به آن طیف‌بین نمونه‌ای گفته می‌شود. با استفاده از این ابزار، آن‌ها قادر بودند تا مشخصه طیف‌های سدیم، لیتیم و پتاسیم را تشخیص دهند. بعد از چندین خالص‌سازی آزمایشگاهی، بونزن اثبات نمود که نمونه‌های به شدت خالص، طیف‌های منحصر به فردتری را ارائه می‌نمود. در مسیر این کار، بونزن طیف نشری آبی رنگ جدیدی را در نمونه‌ها که تا آن زمان شناخته شده نبود را کشف نمود. نمونه‌های مورد استفاده وی از آب معدنی دورک‌هایم بودند. او حدس زد که این خطوط مربوط به وجود یک عنصر شیمیایی کشف نشده باشد. پس از تقطیر دقیق چهل تن از این اب، در بهار ۱۸۶۰ میلادی قادر بود تا ۱۷ گرم از این عنصر جدید را جداسازی نماید. او این عنصر جدید را «سزیم» نام نهاد، که در لاتین به نام «آبی عمیق» بود. طی سال بعد، روبیدیم را با کمک فرایند مشابهی کشف نمود.
در ۱۸۶۰ میلادی، بونزن به عنوان عضو خارجی فرهنگستان پادشاهی علوم سوئد انتخاب شد.
او به عنوان عضو مجمع فیلسوفان آمریکا در ۱۸۶۲ میلادی انتخاب شد.
در ۱۸۷۷ میلادی، روبرت بونزن به همراه گوستاو کیرشهف، اولین دریافت کنندگان مدال دیوی «جهت تحقیقات و اکتشافات در زمینه تحلیل طیف» بودند.

## شخصیت
بونزن از دانشمندانی بود که در سطح جهانی مورد تحسین واقع شد. او آموزگار ماهری بود که خود را وقف دانشجویان کرده و شاگردانش به میزان یکسانی خود را مدیون وی می‌دانستند. در خلال مناظرات علمی اغلب قوی و تند، بونزن همیشه نجابت خود را حفظ کرده و فاصله‌اش را از مناقشات نظری حفظ می‌نمود. او اغلب ترجیح می‌داد که در آزمایشگاهش به آرامی کار کرده و علم خودش را با کشفیات مفید غنا بخشد. یکی از اصول او این بود که هیچگاه به دنبال ثبت اختراع نبود. هیچگاه نیز ازدواج نکرد.
با وجود فقدان دعوی از سوی او، همیشه «شخصیت شیمی» روشن، حس شوخ‌طبعی تکوین یافته داشته و موضوع بسیاری از حکایات سرگرم‌کننده واقع شد.

## بازنشستگی و مرگ
هنگامی که بونزن در ۱۸۸۹ میلادی در سن ۷۸ سالگی بازنشست شد، کارش را محدود به زمین‌شناسی و کانی‌شناسی محدود ساخت. او این زمینه‌ها را طی کل حرفه خویش دنبال نموده بود. وی در هیدلبرگ آلمان در ۱۶ اوت ۱۸۹۹ در سن ۸۸ سالگی فوت کرد.